# Nové Mesto nad Váhom (distrito)
O Distrito de Nové Mesto nad Váhom (eslovaco: Okres Nové Mesto nad Váhom) é uma unidade administrativa da Eslováquia, situado na Trenčín (região), com 63.530 habitantes (em 2001) e uma superficie de 580 km². Sua capital é a cidade de Nové Mesto nad Váhom.

## Demografia
| Ano:        | 1994   | 2004   | 2014   | 2024   |
| ----------- | ------ | ------ | ------ | ------ |
| Broj ljudi: | 64 563 | 63 119 | 62 531 | 61 303 |
| Razlika:    |        | -2,23% | -0,93% | -1,96% |

| Ano:               | 2023   | 2024   |
| ------------------ | ------ | ------ |
| Número de pessoas: | 61 349 | 61 303 |
| Diferença:         |        | -0,07% |

## Cidades
- Nové Mesto nad Váhom (capital)
- Stará Turá

## Municípios
| - Beckov - Bošáca - Brunovce - Bzince pod Javorinou - Čachtice - Častkovce - Dolné Srnie - Haluzice | - Horná Streda - Hôrka nad Váhom - Hrádok - Hrachovište - Kálnica - Kočovce - Lubina - Lúka | - Modrová - Modrovka - Moravské Lieskové - Nová Bošáca - Nová Lehota - Nová Ves nad Váhom - Očkov - Pobedim | - Podolie - Potvorice - Považany - Stará Lehota - Trenčianske Bohuslavice - Vaďovce - Višňové - Zemianske Podhradie |